# Roger Williamson
 Roger Williamson  va ser un pilot de curses automobilístiques britànic que va arribar a disputar curses de Fórmula 1.
Va néixer el 2 de febrer del 1948 a Ashby-de-la-Zouch, Leicestershire, Anglaterra i va morir el 29 de juliol del 1973 en un accident disputant el GP d'Holanda al circuit de Zandvoort.

## A la F1
Roger Williamson va debutar a la novena cursa de la temporada 1973 (la 24a temporada de la història) del campionat del món de la Fórmula 1, disputant el 14 de juliol del 1973 el GP de la Gran Bretanya al circuit de Silverstone.
Va participar en dues curses puntuables pel campionat de la F1 no aconseguint finalitzar cap cursa i no assolí cap punt pel campionat del món de pilots.

## Resultats a la Fórmula 1
| Any  | Equip                 | Xassís | Motor    | 1   | 2   | 3   | 4   | 5   | 6   | 7   | 8   | 9       | 10       | 11  | 12  | 13  | 14  | 15  | Posició | Punts |
| ---- | --------------------- | ------ | -------- | --- | --- | --- | --- | --- | --- | --- | --- | ------- | -------- | --- | --- | --- | --- | --- | ------- | ----- |
| 1973 | STP March Racing Team | March  | Cosworth | ARG | BRA | SUD | ESP | BEL | MON | SUE | FRA | GBR Ret | HOL MORT | ALE | AUT | ITA | CAN | USA | -       | 0     |

### Resum[2]
| Curses: | Victòries: | Pòdiums: | Poles: | Voltes ràpides: | Punts: |
| ------- | ---------- | -------- | ------ | --------------- | ------ |
| 2       | 0          | 0        | 0      | 0               | 0      |